# Sphecapatodes ornatus
Sphecapatodes ornatus är en tvåvingeart som beskrevs av Villeneuve 1912. Sphecapatodes ornatus ingår i släktet Sphecapatodes och familjen köttflugor.
Artens utbredningsområde är Tunisien. Inga underarter finns listade i Catalogue of Life.